# Kendo Hall of Fame
La Kendo Hall of Fame (剣道殿堂?, Kendō Dendō) è stata istituita nel 2002 dalla All Japan Kendo Federation come parte del progetto commemorativo del 50º anniversario della sua fondazione per onorare le persone (decedute) che hanno contribuito alla diffusione e allo sviluppo del kendō.
Con una risoluzione del comitato di selezione (composto dal presidente della AJKF, 4 Hanshi 8° dan e 4 accademici) sono state inserite nella Hall of Fame quindici persone nel 2003 a cui ne sono state aggiunte nove nel 2005 per un totale di ventiquattro.
L'elenco è riportato su una targa di rame affissa all'interno del Nippon Budōkan (日本武道館?).
La All Japan Kendo Federation si propone di continuare a selezionare le persone da inserire nella terza e nelle successive revisioni della Hall of Fame.

## PrimaHall of Fame(2003)
Un onore speciale è stato riconosciuto agli spadaccini del primo periodo Edo Yagyū Munenori (柳生宗矩?) e Miyamoto Musashi (宮本武蔵?) autori rispettivamente de Un libro ereditario sull'arte della guerra (兵法家伝書?, Heihō kadensho) e de Il libro dei cinque anelli (五輪書?, Go rin no sho) ritenuti "i due grandi libri del pensiero sull'arte della guerra dell'età moderna".
Le inclusioni sono state quindi suddivise in due categorie:
- Onore Eccezionale (別格顕彰?, hekkaku kenshō)
- Onore (顕彰?, kenshō)

### Onore Eccezionale
- Yagyū Munenori (柳生宗矩?) (1571-1646)
- Miyamoto Musashi (宮本武蔵?) (1584-1645)

### Onore
- Otani Nobutomo (男谷精一郎?) (1798-1864)
- Saitō Yakurō (斎藤弥九郎?) (1798-1871)
- Chiba Shūsaku (千葉周作?) (1793/1794-1856)
- Yamaoka Tesshū (山岡鉄舟?) (1836-1888)
- Sakakibara Kenkichi (榊原鍵吉?) (1830-1894)
- Nishikubo Hiromichi (西久保弘道?) (1863-1930)
- Naitō Takaharu (内藤高治?) (1862-1929)
- Takano Sasaburo (高野佐三郎?) (1862-1950)
- Nakayama Hakudō (中山博道?)[3] (1872-1958)
- Kimura Tokutaro (木村篤太郎?) (1886-1982)
- Sasamori Junzo (笹森順造?) (1886-1976)
- Ogawa Kinsuke (小川金之助?) (1884-1962)
- Mochida Moriji (持田盛二?)[4] (1885-1974)

## SecondaHall of Fame(2005)
Dopo la costituzione della Hall of Fame la AJKF ha condotto un sondaggio di follow-up da cui sono state tratte le regole per l'inclusione (剣道殿堂顕彰規定?, kendō dendō kenshō kitei) e si è deciso di dividere le future inclusioni in tre categorie:
- Onore per i Kenshi (剣道家顕彰?, kendō-ka kenshō)

Coloro che hanno dimostrato eccellenti doti sia nel kendō che nell'arte della spada, hanno cresciuto molti kenshi e hanno ottenuto risultati notevoli nella diffusione e nello sviluppo del kendō.
- Onore Speciale (特別顕彰?, tokubetsu kenshō)

Coloro che hanno raggiunto risultati da tramandare ai posteri in termini di attività come l'organizzazione e la gestione del mondo del kendō e che hanno ottenuto risultati particolarmente notevoli nella diffusione e nello sviluppo del kendō.
- Onore per la Cutura del Kendō (剣道文化顕彰?, kendō fumika kenshō)

Coloro che hanno dato un grande contributo alla diffusione e allo sviluppo del kendō aumentandone la reputazione sociale attraverso la ricerca storica e i progetti culturali.

### Onore per iKenshi
- Momonoi Shunzō (桃井春蔵直正?) (1825-1885)
- Negishi Shingorō (根岸信五郎?) (1844-1913)
- Saimura Gorō (斎村五郎?) (1887-1969)
- Ōasa Yūji (大麻勇次?) (1887-1974)

### Onore Speciale
- Hoshino Senzō (星野仙蔵?) (1870-1917)
- Ozawa Aijiro (小沢愛次郎?) (1864-1950)
- Konishi Narishige (小西新右衛門業茂?) (1851-1906)
- Kozawa Torakichi (小澤寅吉?) (1830-1891)
- Noma Seiji (野間清治?) (1878-1938)